# Mytarstwa

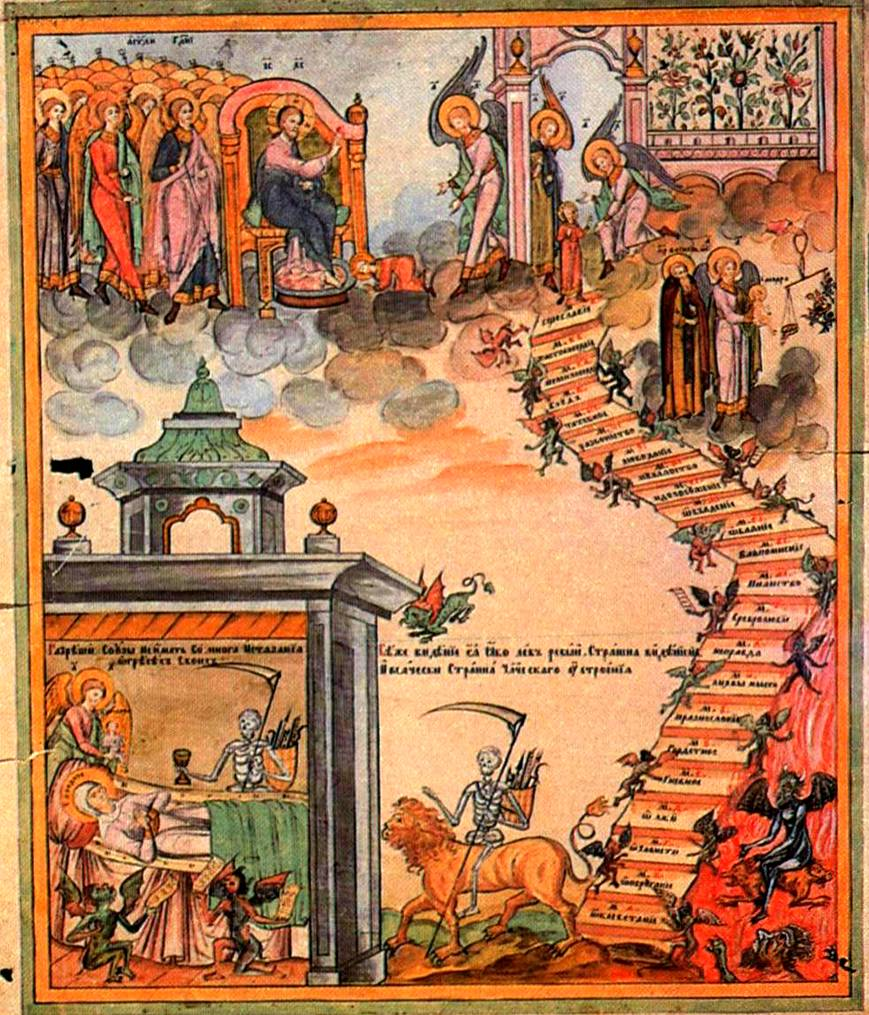
Śmierć świętej Teodory i wizje duchowych mytarstw

Mytarstwa powietrzne – w teologii prawosławnej miejsce, które napotyka dusza po śmierci i opuszczeniu ciała, w swej drodze do nieba; w miejscu tym dusza napotyka demony, które starają się swoimi oskarżeniami ściągnąć duszę do piekła.

## Etapy przejść przez mytarstwa
Każdy po śmierci musi przejść przez 20 mytarstw, które symbolizują grzechy, które uczynił:
1. gołosłowność
2. kłamstwo
3. osądzanie i oszczerstwa
4. żarłoczność
5. lenistwo
6. kradzież
7. skąpstwo i umiłowanie dóbr materialnych
8. zdzierstwo i lichwiarstwo
9. oszustwo dla osiągnięcia korzyści materialnej
10. zawiść
11. zadufanie w sobie
12. gniew i wściekłość
13. odpłacania złem za zło, ukrywanie zła w sercu
14. morderstwo i zadawania bólu bliźnim
15. zabobony, wiara w czary
16. obłuda
17. cudzołóstwo
18. rozpusta
19. herezja
20. brak miłosierdzia